# 井関紀大
井関 紀大（いせき のりだい、1971年2月26日 - ）は、鳥取県出身の俳優、元警察官。サイアン所属。
身長170cm。体重60kg。血液型B型。趣味は映画鑑賞、読書、スポーツ。

## 出演作品

### テレビドラマ
- 音魂（2004年）
  - 音魂・特選（2004年）
- 花嫁のれん3 第11・60話（2014年） - 銀行員 役
- 闇金ウシジマくん Season3 第8・9話（2016年） - 上原正則 役

### テレビ番組
- 先人たちの底力 知恵泉 徳川家康編（2013年） - 徳川家康 役
- Mr.サンデーSP オリンピックと重大事件 西口彰連続殺人事件（2014年）
- ファミリーヒストリー 中川翔子〜代化に賭けた先祖 お台場建設とクラークの教え（2015年）
- ファミリーヒストリー 一般視聴者SP・勝海舟（2016年）

### 舞台
- すっ天天! 朝日通り（2005年）
- あっち川、こっち川（2007年）
- すっ天天!（朝日通り）（2012年）
- 近松門左衛門 一つ思いの恋（2013年）
- X'mas Days 〜シスターと迷える11人〜（2013年）
- Step!〜運命のままに〜（2015年）

### CM
- キリンビバレッジ FIRE（2012年） - 日村勇紀 役
- ポッカサッポロフード&ビバレッジ（2013年）
- ブリヂストン（2013年）
- 中外製薬（2016年） - 患者 役

### イベント
- 日光江戸村（2015年）